# S85 (Berlijn)
De S85 is een lijn van de S-Bahn van Berlijn. De lijn verbindt het Berlijnse stadsdeel Grünau met het stadsdeel Pankow. De lijn loopt via onder andere de stations Schöneweide, Ostkreuz en Bornholmer Straße. De lijn telt 16 stations en heeft een lengte van 23,8 kilometer; de reistijd over de gehele lijn bedraagt 38 minuten. De lijn wordt uitgevoerd door de S-Bahn Berlin GmbH, een dochteronderneming van de Deutsche Bahn.
De spoorverbinding maakt van zuid naar noord gebruik van het traject van de Spoorlijn Berlijn - Görlitz, de Ringbahn, de Berliner Außenring en de Spoorlijn Berlijn - Stralsund.